# Constant d'Aubigné
Constant d'Aubigné, signore di Landes-Guinemer, barone di Surimeau, gentiluomo della Camera del Re, governatore di Maillezais e viceré di Marie-Galante, (Châtellerault, 8 febbraio 1585 – Orange, 31 agosto 1647), è stato un nobile francese.

## Biografia
Nato in una famiglia di ugonotti (ma convertitosi al cattolicesimo nel 1618), era figlio del poeta-soldato e amico del re Enrico IV di Francia Théodore Agrippa d'Aubigné, il quale lo diserederà per aver rivelato agli inglesi i piani francesi di conquista di La Rochelle.
D'Aubigné sposa Anne Marchant, dalla quale avrà un figlio di nome Théodore, ma che assassinerà nel 1619, avendola sorpresa con un altro uomo, anch'egli ucciso.

Da seconde nozze officiate a Bordeaux il 27 dicembre 1627 con Jeanne de Cardilhac, conosciuta in prigione, egli avrà altri tre figli:
- Constant (1628 - 1647);
- Charles (1634 - 1703), futuro padre di Françoise-Charlotte, duchessa di Noailles;
- Françoise (27 novembre 1635 - 15 aprile 1719), la futura Madame de Maintenon;

Per sfuggire alla persecuzione ugonotta, d'Aubigné e la sua famiglia ripararono in Inghilterra, tuttavia ciò non impedirà che nel 1629 essi vengano arrestati e rinchiusi a Niort su mandato del Cardinale Richelieu con l'accusa di corrispondenza col nemico. In seguito alla morte del cardinale, nel 1639 d'Aubigné viene rilasciato e decide di partire alla volta delle Antille, stabilendosi alla Martinica con la famiglia e divenendo governatore di Marie-Galante, svolgendo inoltre missioni in America Meridionale (dove fonderà la colonia di Sinnamary in Guyana francese) per conto della Compagnia francese delle Indie occidentali. Nel 1645 decide di ritornare nella madrepatria assieme a un paggio, facendosi seguire dalla famiglia nel 1647, quando però Constant morirà presso Orange.